# Ningjiang (socken i Kina)
Ningjiang (kinesiska: 宁江乡, 宁江) är en socken i Kina. Den ligger i den autonoma regionen Guangxi, i den södra delen av landet, omkring 140 kilometer norr om regionhuvudstaden Nanning.
Genomsnittlig årsnederbörd är 2 085 millimeter. Den regnigaste månaden är juni, med i genomsnitt 384 mm nederbörd, och den torraste är februari, med 47 mm nederbörd.